# Хауард (округ, Индиана)
Хауард, также Го́вард (англ. Howard County) — округ в штате Индиана, США. Официально образован в 1844 году. По состоянию на 2010 год, численность населения составляла 82 752 человек.

## География
По данным Бюро переписи США, общая площадь округа равняется 761,254 км2, из которых 759,026 км2 суша и 2,227 км2 или 0,290 % это водоёмы.

## Население
По данным переписи населения 2000 года в округе проживает 84 964 жителей в составе 34 800 домашних хозяйств и 23 559 семей. Плотность населения составляет 112,00 человек на км2. На территории округа насчитывается 37 604 жилых строений, при плотности застройки около 50,00-ти строений на км2. Расовый состав населения: белые — 89,73 %, афроамериканцы — 6,55 %, коренные американцы (индейцы) — 0,36 %, азиаты — 1,01 %, гавайцы — 0,02 %, представители других рас — 0,85 %, представители двух или более рас — 1,49 %. Испаноязычные составляли 2,01 % населения независимо от расы.
В составе 31,30 % из общего числа домашних хозяйств проживают дети в возрасте до 18 лет, 52,70 % домашних хозяйств представляют собой супружеские пары проживающие вместе, 11,50 % домашних хозяйств представляют собой одиноких женщин без супруга, 32,30 % домашних хозяйств не имеют отношения к семьям, 28,20 % домашних хозяйств состоят из одного человека, 10,30 % домашних хозяйств состоят из престарелых (65 лет и старше), проживающих в одиночестве. Средний размер домашнего хозяйства составляет 2,41 человека, и средний размер семьи 2,95 человека.
Возрастной состав округа: 25,60 % моложе 18 лет, 8,30 % от 18 до 24, 28,20 % от 25 до 44, 24,60 % от 45 до 64 и 24,60 % от 65 и старше. Средний возраст жителя округа 37 лет. На каждые 100 женщин приходится 93,70 мужчин. На каждые 100 женщин старше 18 лет приходится 90,00 мужчин.
Средний доход на домохозяйство в округе составлял 43 487 USD, на семью — 53 051 USD. Среднестатистический заработок мужчины был 43 767 USD против 26 566 USD для женщины. Доход на душу населения составлял 22 049 USD. Около 6,60 % семей и 9,50 % общего населения находились ниже черты бедности, в том числе — 13,20 % молодежи (тех, кому ещё не исполнилось 18 лет) и 6,50 % тех, кому было уже больше 65 лет.